# In Nomine Satanis/Magna Veritas
Bei In Nomine Satanis/Magna Veritas (INS/MV) handelt es sich um ein Pen-&-Paper-Rollenspiel. In „In Nomine Satanis“ schlüpfen die Spieler in die Rolle von Dämonen, jeder unter den Befehlen eines Dämonenprinzen, während in „Magna Veritas“ Engel gespielt werden, die Erzengeln dienen. In beiden Fällen übernimmt der Charakter einen menschlichen Körper und muss darauf achten, nicht von „normalen“ Menschen entdeckt zu werden.

## Das Spiel an sich
Es gibt vier INS/MV Editionen; die letzte wurde im Juni 2003 veröffentlicht und beinhaltet drei Regelwerke: ein Grundregelwerk und jeweils ein Regelwerk über Hintergründe und Szenarien. Das spiel wird von Croc und Mathias Twardowski angeboten (obwohl die Idee nicht von ihnen, sondern von einem alten Freundeskreis stammt) und von Siroz publiziert. Es ist das populärste französische Rollenspiel und wurde auf Deutsch, Spanisch und Polnisch übersetzt. Es gibt auch eine amerikanische Adaptation namens In Nomine, die allerdings zahlreiche Modifikation vom Original erleiden musste.
Nach 17 Jahren (ein stolzes Alter für ein französisches Rollenspiel), wird im November 2006 die Herausgabe des Spieles eingestellt. Die deutsche Fassung von INS/MV ist vom Mario Truant Verlag.

## Engel und Dämon
Für gewöhnlich übernimmt der Spieler die Kontrolle über einen Engel oder einen Dämon, welcher den Körper eines Menschen übernimmt. Ein Engel braucht den Körper eines Freiwilligen, während der Dämon nur den Körper eines soeben verstorbenen Menschen „besetzen“ kann. Das Einzige, was diesen Körper von denen „normaler“ Menschen unterscheidet, sind die übermenschlichen Kräfte, die die Engel oder Dämonen besitzen, und oft einige Einschränkungen oder nachteilige Merkmale, z. B. könnte einem Dämon ein Schwanz wachsen, während einem Engel jeglicher Kontakt zum anderen Geschlecht untersagt wird.
Jeder Engel dient einem der ca. zwanzig Erzengel, während ein Dämon Befehle eines von ungefähr dreißig Dämonenprinzen entgegennimmt. Jeder „Vorgesetzte“ rüstet seine Diener mit speziellen Kräften aus, was das Aussehen des Charakters beeinflussen kann. Z.B. wird der Erzengel des Schwertes, Lorenz, seine Engel oft mit Kampf- und Führungsfähigkeiten ausstatten. Dieser Engel wird dann eher ein paramilitärisches Aussehen haben, und tendiert eher dazu, Rechts zu wählen. Auf der anderen Seite wird Novalis, Erz-Engel der Blumen, seinen Engel mit Kräften ausstatten, die Menschen beruhigen können. Dieser Engel ist oft ein Hippie, der Frieden, Liebe und die Legalisierung von Cannabis proklamiert; diese Unterschiede gibt es bei Dämonen auch. Dennoch ist jeder Engel und jeder Dämon einzigartig und nicht zwangsläufig an das "Image" seines Vorgesetzten gebunden.
In der ersten Version des Spiels (1990), gab es nur eine "wahre Religion": den Katholizismus, verteidigt von den Kräften des Guten. Dann tauchten Erzengel und Dämonenprinzen des Islams auf. Es kann durchaus vorkommen, dass Engel des Islams mit denen der Christen nicht einer Meinung sind.
Engel haben göttliche Gaben, und Dämonen haben dämonische Kräfte, z. B. Telepathie oder einen Feuerstrahl. Diese Fähigkeiten sind jedoch mit Vorsicht anzuwenden; einerseits, da man dafür Machtpunkte ausgegeben muss, und andererseits, da man angehalten ist, seine wahre Identität vor den Menschen geheim zu halten.

## Schauplatz und Vorgeschichte
INS/MV spielt in der Welt, die wir kennen. Viele Ereignisse unsere Geschichte werden in INS/MV dem Ränkespiel beider Parteien zugeschrieben und als Teil des „Großen Spiels“ definiert.
Das INS/MV-Universum wurde vor mehreren Millionen Jahren von Gott errichtet. Dann schuf er Yves, den ersten Erzengel der Macht, danach das Paradies und die anderen Engel der Macht (zukünftige Erzengel und Dämonenprinzen.) Zum Schluss schuf er die Engel, dann ruhte er sich aus.
Als die Dinosaurier kamen, schickte Gott die zwei Engel der Macht, Dominik und Andromalius, um sie zu missionieren, und brachte einen Prophet namens Denver hervor, dessen zwei Brüder sich opferten, um andere Dinosaurier zu beeindrucken. Doch waren Dinosaurier zu primitiv, um konvertiert zu werden, und so entschloss Gott sich dazu, sie zu vernichten, um dieses Fiasko ungeschehen zu machen.
Doch die ersten Menschen faszinierten mehrere Engel, vor allem Samael und Luzifer. Luzifer, ein sehr charismatischer Engel der Macht, stellte Samael die Menschen als eine freie Spezies vor, mit großem Intelligenzpotential, deren einzige Schwäche war, dass sie ist besonders zerbrechlich waren. Sodann kam Samael eine Idee: Engel, die zwar stark waren, aber keine Freiheit besaßen, sollten sich mit den Menschen fortpflanzen, um sie resistenter und somit perfekt zu machen. Während einer Ratssitzung, die alle Erstgeborenen versammelte, berichtete er Gott von dieser Idee, der sie mit aller Macht zurückwies, was Samael erschütterte. Es war das erste Mal, das Gott ihm etwas abgeschlagen hatte.
Und so entschied sich Samael, zusammen mit anderen Engeln, die sich seiner Idee verschrieben hatten, ohne Gottes Unterstützung unter die Menschen zu gehen. Aus der Verbindung mit den Menschen entstanden die Nephilims. Doch Gott ließ sich dies nicht gefallen und berief eine zweite außergewöhnliche Sitzung ein. Er verlangte eine Entschuldigung von Samael, die dieser verweigerte. Ein Krieg brach aus. Auf der einen Seite Samael und seine Anhänger, auf der anderen Gottes Streitmacht. Während der Schlacht warf Gott Samael die Stufen hinunter, gefolgt von allen, die ihn unterstützt hatte.
Und sie fielen bis zur letzten Stufe hinunter. Verletzt vom Sturz und der großen Distanz, die sie von der göttlichen Macht trennte, welche sie einst erschaffen hatte, entschied sich Samael, seinen Namen in Satan zu ändern, um diese neue Existenz zu kennzeichnen. Er erschuf dann die Hölle und die Stadt Dis in sieben Jahren, da wo Gott sieben Tage für das Universum brauchte.
Es begann ein Krieg, welcher bis heute andauert, wo Kräfte des Guten und des Bösen aufeinander treffen und um die Eroberung der menschliche Seele streiten.
Ungefähr 6000 v. Chr. machte Gott ein Experiment. Er erschuf den Garten Eden, einen Ort, der vor den Gefahren und den Einfluss der menschlichen Gesellschaft schützen sollte, brachte ein menschliches Ehepaar ein, und modifizierte ihre Gene, um ihnen Kräfte zu geben. Er wollte wissen, wie sich Menschen ohne gesellschaftlichen Einfluss entwickeln. Doch das Experiment schlug fehl, als Satan dafür sorgte, dass Eva der Versuchung erlag. Gott entließ das Paar wieder unter die Menschen. Adam und Evas Nachkommen behielten einen Bruchteil der Kräfte. Diese Nachkommen werden jetzt „Psis“ genannt.
Der Krieg zwischen Himmel und Hölle wurde ziemlich brutal geführt (Schwert gegen Schwert etc.), doch Jesus, ein Engel der Macht, der schon immer Gottes Favorit war, inkarnierte im ersten Jahrhundert in einem Säugling, um den Menschen das Wort Gottes näher zu bringen. Doch dieser Versuch, der mit seiner Kreuzigung endete, ging wesentlich erfolgreicher als alle anderen Versuche zuvor in die Geschichte der Menschheit ein. Dies brachte Gott auf eine neue Idee: man konnte den Krieg viel diskreter und reglementiert gestalten. Der Konflikt heißt nun „Das Große Spiel“, und die neuen Regeln dienen dem Zweck, die Existenz von Engeln und Dämonen vor der Menschheit zu verbergen; daher die Inkarnation in menschlichen Körpern.
Diese letzte Phase des „Spiels“ erlebt mehrere wichtige Ereignisse. Die heidnischen Götter tauchten in der Antike auf, erschaffen von den Träumen der Menschen. Doch der steigende Erfolg des Christentums, gepaart mit intensiven Schlachten zwischen Heiden und Dämonen, verpasste dem Heidentum einen schweren Schlag, und es verlor seitdem den Großteil seiner Macht. Zur gleichen Zeit wurden Feen und Drachen sowie Kreaturen unbekannter Herkunft vom Erzengel Georg exterminiert. Aus diesem Grund wurde er auch „entlassen“.
Der Aufschwung des Islams im 6. Jahrhundert wird in INS/MV so dargestellt: drei mächtige Engel, Eli, Hassan und Khalid, angeführt von Erzengel Gabriel, brachen auf, um das Christentum zu reformieren. Gabriel ging davon aus, dass Gott dieses Vorhaben gutheißen würde, doch stattdessen verschwand Gabriel, und die drei neuen Erzengel befanden sich im Konflikt mit den Christen, ein Konflikt, dessen Höhepunkt in einem Duell zwischen Khalid und Erzengel Lorenz in der Schlacht von Poitiers kulminierte. Die Hölle ihrerseits infiltrierte diese Religion mit zwei neuen Dämonprinzen, Dajjâl und Majûj.

## Die Atmosphäre
Nach Aussagen der Autoren ist INS/MV so ausgelegt, dass man mit Humor spielen kann; das ermöglicht den Spielern, nicht immer „Politisch korrekt“ sein zu müssen. Ein Teil dieses Humors kommt daher, dass reale Ereignisse als Basis für Szenarien benutzt werden. Was würde z. B. passieren, wenn ein christlich-fanatischer Engel besonders gewaltsam auf den Sieg eines Transsexuellen beim „Grand Prix Eurovision de la Chanson“ reagieren würde? Oder wenn ein Muslimischer Dämonenprinz sich auf Flugzeugsentführung spezialisieren würde? Werden die Großen dieser Welt manipuliert? Von einer oder mehreren Seiten?
Die Autoren wollten verhindern, in den Manichäismus zu fallen, und so gibt es Engel, die die Menschheit verachten und Dämon, die sie ins Herz geschlossen haben. Die verschiedenen Erzengel und Dämonenprinzen können sich nicht einigen, wie Gut und Böse am besten verfolgt werden soll, und so sind interne Konflikte auf beide Seiten keine Seltenheit.